# دوراق (أديامان)
دوراق (بالكردية: Gemrik‏) (بالتركية: Doyran)‏ هي قرية تتبع إداريّاً لمديرية أديامان في محافظة أديامان التركية الواقعة في جنوب شرق الأناضول. بلغ عدد سكانها 673 نسمة في عام 2021.